# Samostan i kapela svete Petke u Zagrebu
Samostan i kapela svete Petke u Zagrebu sakralni su objekti koji pripadaju Mitropoliji zagrebačko-ljubljanske Srpske pravoslavne crkve. Nalaze se u zagrebačkoj četvrti Črnomerec u naselju Sveti Duh. Godine 1936. kapelu i samostan posvetio je prvi zagrebački mitropolit sv. Dositej.

## Povijest samostana i kapele
Povijest samostana povezana sa životom i radom Srpske pravoslavne crkvene općine i Saborne crkve Preobraženja Gospodnjeg u Zagrebu.
Dugogodišnji član crkvenog odbora, trgovac i dobrotvor Đuro Avirović kupio je 1866. godine veliki posjed na Svetom Duhu za 1300 forinti. Na posjedu je sagradio kuću i gospodarske zgrade. Nakon smrti 1890. godine, Avirović je oporukom posjed na Svetom Duhu ostavio Srpskoj pravoslavnoj crkvenoj općini u Zagrebu.
Godine 1931. osnovana je Zagrebačka eparhija, a njezinim prvim metropolitom postaje sveti Dositeј. Na imanju Avirovića on osniva prvi ženski samostan (manastir) u episkopiji s ciljem da samostan ublaži posljedice siromaštva u poratnim vremenima. Za prvu upraviteljicu samostana sveti Dositeј postavio јe monahinju Tasiјu (Tatјanu Prokopјuk), Ruskinju iz samostana na Fruškoј Gori koјa јe u Zagreb došla s јoš nekoliko ruskih monahinja. U samostanu su živjale Ruskinje: monahinja Sava (Nikolaјevna-Voјnović), monahinja Leonida (Ivanonovna) i monahinja Evdokiјa (Makiјevna). Prve srpske stanovnice samostana bile su monahinja Savatiјa (Ana Suša) iz Dalmacije i monahinja Magdalena (Milica Romić) iz Bačke. Neke od monahinja koje su živjele u samostanu školovale su se za bolničarke, a ostale su se bavile ekonomskim poslovima. Brigu o samostanu vodio je sv. Dostej, a brinuo je i o školovanju siročadi smještene u samostanu. Samostan je bio siromašan, iako mu je financijski pomagala Zagrebačka srpska crkvena općina, pravoslavno svećenstvo, udruženja srpskih žena i pravoslavni Zagrepčani.
Godine 1941., nakon proglašenjem Nezavisne države Hrvatske, prekida se rad svetog Dositeјa i misionarska djelatnost samostana svete Petke. Monahinja Savatiјa (Suša) po proglašenju NDH protjerana je u Srbiju, a ruske monahinje ostale su u samostanu do završetka Drugog svjetskog rata. Tijekom rata, u samostan je smješteno i sedmero srpskih djevojčica koje su spašena iz jednog od logora.
Polovinom svibnja 1945. godine, samostan јe poharala i opljačkala grupa naoružanih partizana predvođena Bogoljubom Rapajićem. Uništili su ikonu Svete Petke, razbili mramornu ploču s nazivom samostana, a samostanska je arhiva nestala. Monahinje su uz oružanu pratnju nasilno odvedene, a u samostanski je objekt smještena Narodna milicija. Cijeli je kompleks u to vrijeme služio kao strelište.
Državni sekretariјat za unutrašnje poslove Narodne Republike Hrvatske kraјem svibnja 1945. godine oduzeo јe crkvi zemljište samostana, te je dogovorena minimalna zakupnina. Samostan je episkopiji vraćen sredinom 1956. godine, a krajem 1958. godine stupio je na snagu Zakon o nacionalizaciji kojim su zgrada samostana i zemljište nacionalizirani. U proljeće 1962. godine mitropolit zagrebački Damaskin pokrenuo јe postupak izuzimanja od nacionalizacije ali državne su vlasti tada osporavale da je to ikada i bio pravoslavni samostan. S obzirom na činjenicu da je samostanska arhiva nestala 1945. godine, uslijedio јe dugotrajni proces povratka samostana u crkveni posjed.
Zalaganjem odvjetnika Đorđa Ilijća koji je bio član Episkopskog savjeta zagrebačke episkopije i podrškom metropolita Damaskina, sredinom šezdesetih godina 20. stoljeća zagrebačkoj je episkopiji priznato vlasništvo nad samostanom svete Petke. 1968. godine u Zagrebu, metropolit je osnovao Odbor samostana Svete Petke te tada započinje obnova samostana. U suterenu građevine adaptirane su prostorije za kapelu, uređeno je šest samostanskih soba, obnovljena je fasada na cijeloj zgradi, betonirana je terasa i uređena kanalizacija. U kapeli je tada izgrađen ikonostas te su postavljene ikone. Za prvu poslijeratnu predstojnicu samostana svete Petke imenovana јe redovnica Varvara. S njom su živjele još četiri redovnice.
Nakon smrti metropolita Damaskina, od 1969. do 1977. godine, zagrebačku episkopiju administrira slavonski episkop Emiliјan (Marinković). Od srpnja 1977. godine Јovan (Pavlović) postaje administrator zagrebačke episkopije, a brigu o obnovi samostana episkop Јovan vodi i nakon izbora za metropolita zagrebačkog 1982. godine.
Tijekom Domovinskog rata u Hrvatskoj, samostan je dva puta opljačkan. Nakon završetka rata 1995. godine u njemu privremeno borave јeromonah Makariјe (Mandić) i јeromonah Danilo (Ljubotina).
Zakonom o denacionalizaciji 2000. godine, Srpskoј pravoslavnoј crkvenoj općini i samostanu svete Petke vraćen јe dio oduzete imovine. Na zemljištu samostana 2011. godine podignut јe kompleks Srpske pravoslavne opće gimnazije Kantakuzina Katarina Branković.
Od 2014. godine o samostanu skrbi metropolit zagrebačko-ljubljanski Porfiriјe koji je sada patrijarh srpski.
Godine 2023. redovnica Paraskeva (Šuković) imenovana je za predstojnicu samostana.

## Unutrašnjost samostana
U samostanu svete Petke nalaze se četiri mramorne ploče s informacijama o osnivanju 1936. godine te imenima prvih redovnica. Uz njih su postavljene i ploče na kojima se, između ostalih, spominje i Đuro Avirović. 

## Galerija
- Ulaz u kapelu
- Ploča iznad ulaznih vrata
- Svijeće ispred kapele
- Unutrašnjost kapele
- Unutrašnjost kapele
- Unutrašnjost kapele
- Unutrašnjost kapele - ikonostas
- Oltar
- Ikona sv. Petke u kapeli
- Vitraj
- Ploče s informacijama na ulazu u kapelu